# 24 Horas de Le Mans de Motociclismo

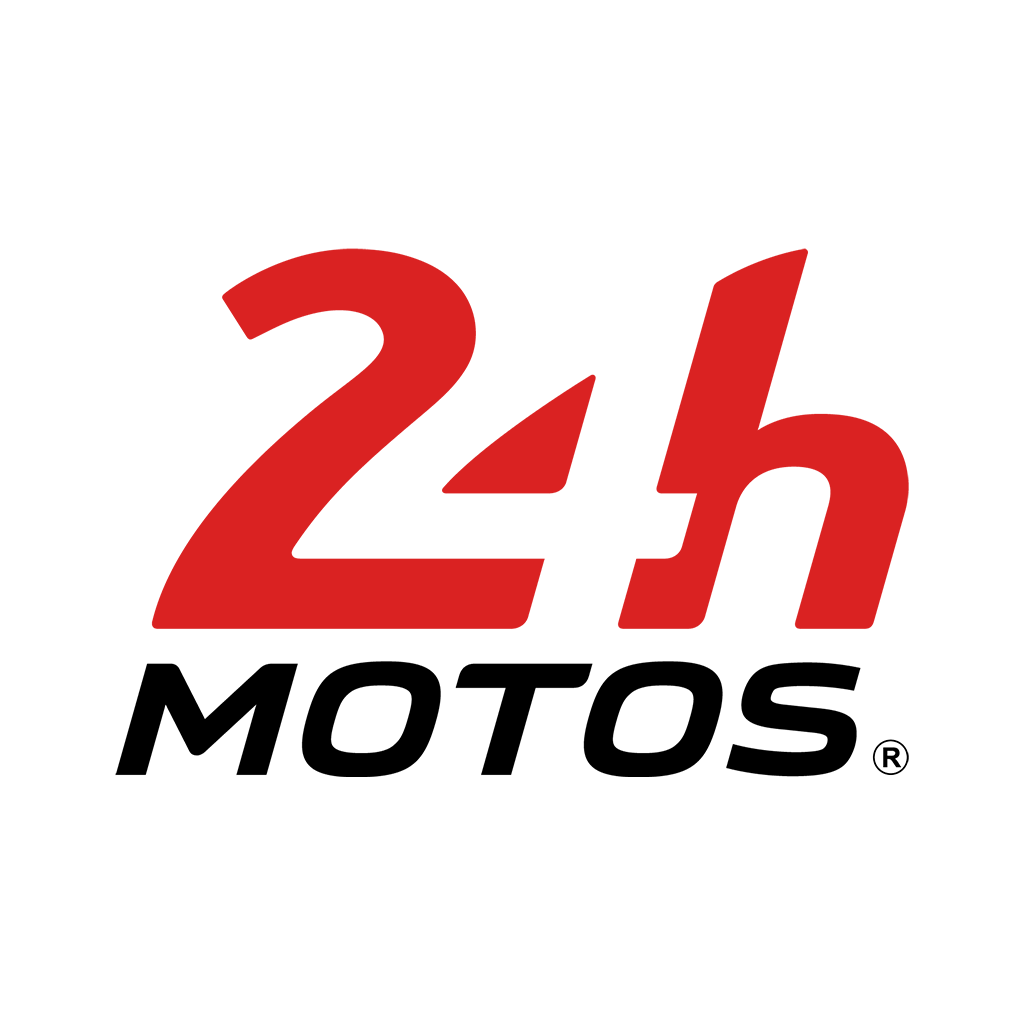
Logotipo de la competición.

Las 24 Horas de Le Mans de Motociclismo es una carrera de motociclismo de velocidad de 24 horas de duración que tiene lugar en el Circuito de Bugatti en Le Mans, Francia desde el año 1978. Fue creado en sustitución del Bol d'Or, que ese año se mudó a Paul Ricard luego de haberse disputado en Le Mans desde 1971 hasta 1977, y continúa el legado de las 24 Horas de Le Mans de automovilismo.
Junto con el Bol d'Or, las 8 Horas de Suzuka y las 24 Horas de Lieja (hoy abandonada), las 24 Horas de Le Mans de Motociclismo es una de las carreras más prestigiosas de motociclismo de resistencia. Ha formado parte del Campeonato Mundial de Motociclismo de Resistencia en 1979 (Europeo), 1981, 1983 y 1986, desde 1988 hasta 2001 y a partir de 2006.
La carrera se disputaba tradicionalmente en abril. En 2011 trocará fecha con el Bol d'Or y tendrá lugar en septiembre, para evitar conflictos con el Gran Premio de Francia de Motociclismo, que desde 2001 se corre en Le Mans en mayo. En 2015 volvió a disputarse en abril.

## Ganadores

### Ganadores múltiples (constructores)
| # Victorias | Constructor | Victorias                                                                                |
| # Victorias | Constructor | Años ganador                                                                             |
| ----------- | ----------- | ---------------------------------------------------------------------------------------- |
| 15          | Suzuki      | 1982, 1984, 1985, 1997, 2001, 2002, 2003, 2004, 2007, 2008, 2014, 2015, 2021. 2022, 2024 |
| 14          | Kawasaki    | 1981, 1983, 1992, 1993, 1994, 1996, 1998, 1999, 2010, 2011, 2012, 2013, 2016, 2019       |
| 14          | Honda       | 1978, 1979, 1980, 1986, 1987, 1988, 1989, 1990, 1995, 2000, 2006, 2018, 2020, 2023       |
| 5           | Yamaha      | 1991, 2005, 2009, 2017, 2025                                                             |

### Por año
| Año  | Pilotos               | Pilotos               | Pilotos               | Marca    |
| ---- | --------------------- | --------------------- | --------------------- | -------- |
| 1978 | Jean-Claude Chemarin  | Christian Léon        | Christian Léon        | Honda    |
| 1979 | Jean-Claude Chemarin  | Christian Léon        | Christian Léon        | Honda    |
| 1980 | Marc Fontan           | Hervé Moineau         | Hervé Moineau         | Honda    |
| 1981 | Jean-Claude Chemarin  | Christian Huguet      | Christian Huguet      | Kawasaki |
| 1982 | Pierre-Etienne Samin  | Dominique Pernet      | Dominique Pernet      | Suzuki   |
| 1983 | Gérard Coudray        | Jacques Cornu         | Sergio Pellandini     | Kawasaki |
| 1984 | Dirk Brand            | Henk van der Mark     | Henk van der Mark     | Suzuki   |
| 1985 | Bernard Millet        | Guy Bertin            | Philippe Guichon      | Suzuki   |
| 1986 | Alex Vieira           | Gérard Coudray        | Patrick Igoa          | Honda    |
| 1987 | Alex Vieira           | Jean-Michel Mattioli  | Jean-Louis Battistini | Honda    |
| 1988 | Alex Vieira           | Jean-Michel Mattioli  | Christophe Bouheben   | Honda    |
| 1989 | Alex Vieira           | Jean-Michel Mattioli  | Roger Burnett         | Honda    |
| 1990 | Alex Vieira           | Jean-Michel Mattioli  | Stéphane Mertens      | Honda    |
| 1991 | Philippe Monneret     | Bruno Bonhuil         | Rachel Nicotte        | Yamaha   |
| 1992 | Terry Rymer           | Carl Fogarty          | Michel Simul          | Kawasaki |
| 1993 | Adrien Morillas       | Brian Morrison        | Wilfried Veille       | Kawasaki |
| 1994 | Adrien Morillas       | Jean-Louis Battistini | Terry Rymer           | Kawasaki |
| 1995 | Alex Vieira           | Rachel Nicotte        | Brian Morrison        | Honda    |
| 1996 | Jehan D'Orgeix        | Pier Giorgio Bontempi | Brian Morrison        | Kawasaki |
| 1997 | Doug Polen            | Juan-Eric Gomez       | Peter Goddard         | Suzuki   |
| 1998 | Bertrand Sébileau     | Thierry Paillot       | Igor Jerman           | Kawasaki |
| 1999 | Bertrand Sébileau     | Steve Hislop          | Chris Walker          | Kawasaki |
| 2000 | Sébastien Charpentier | William Costes        | Sébastien Gimbert     | Honda    |
| 2001 | Christophe Guyot      | Sébastien Scarnato    | Nicolas Dussauge      | Suzuki   |
| 2002 | Jean-Michel Bayle     | Sébastien Gimbert     | Nicolas Dussauge      | Suzuki   |
| 2003 | Brian Morrison        | Philippe Dobé         | Vincent Philippe      | Suzuki   |
| 2004 | Stéphane Chambon      | Keiichi Kitagawa      | Warwick Nowland       | Suzuki   |
| 2005 | David Checa           | William Costes        | Sébastien Gimbert     | Yamaha   |
| 2006 | Olivier Four          | Frederic Protat       | Daniel Ribalta Bosch  | Honda    |
| 2007 | William Costes        | Guillaume Dietrich    | Max Neukirchner       | Suzuki   |
| 2008 | William Costes        | Guillaume Dietrich    | Barry Veneman         | Suzuki   |
| 2009 | Gwen Giabbani         | Steve Martin          | Igor Jerman           | Yamaha   |
| 2010 | Julien Da Costa       | Olivier Four          | Grégory Leblanc       | Kawasaki |
| 2011 | Julien Da Costa       | Olivier Four          | Grégory Leblanc       | Kawasaki |
| 2012 | Julien Da Costa       | Freddy Foray          | Grégory Leblanc       | Kawasaki |
| 2013 | Grégory Leblanc       | Fabien Foret          | Nicolas Salchaud      | Kawasaki |
| 2014 | Vincent Philippe      | Anthony Delhalle      | Erwan Nigon           | Suzuki   |
| 2015 | Vincent Philippe      | Anthony Delhalle      | Etienne Masson        | Suzuki   |
| 2016 | Grégory Leblanc       | Matthieu Lagrive      | Fabien Foret          | Kawasaki |
| 2017 | David Checa           | Niccolò Canepa        | Mike Di Meglio        | Yamaha   |
| 2018 | Josh Hook             | Freddy Foray          | Alan Techer           | Honda    |
| 2019 | David Checa           | Jérémy Guarnoni       | Erwan Nigon           | Kawasaki |
| 2020 | Josh Hook             | Freddy Foray          | Mike Di Meglio        | Honda    |
| 2021 | Gregg Black           | Xavier Simeon         | Sylvain Guintoli      | Suzuki   |
| 2022 | Gregg Black           | Xavier Simeon         | Sylvain Guintoli      | Suzuki   |
| 2023 | Joshua Hook           | Mike Di Meglio        | Alan Techer           | Honda    |
| 2024 | Gregg Black           | Etienne Masson        | Dan Linfoot           | Suzuki   |
| 2025 | Karel Hanika          | Marvin Fritz          | Jason O'Halloran      | Yamaha   |